# قائمة القصص المصورة الأكثر مبيعا
توفر هذه الصفحة قوائم بسلسلة الكتب المصورة الأكثر مبيعًا حتى الآن. وهي تشمل المانجا اليابانية والكتب المصورة الأمريكية والقصص المصورة الأوروبية. تتضمن هذه القائمة الكتب المصورة التي بيعت منها على الأقل 100 مليون نسخة.
توجد ثلاث قوائم منفصلة ، لثلاثة تنسيقات مختلفة لنشر الكتب المصورة: مجلدات الكتب المصورة المجمعة ، والكوميديا المرنة ذات العدد الفردي الدورية ، والمجلات المصورة. يتم فصلها لأن أرقام مبيعات تنسيقات النشر هذه غير قابلة للمقارنة بشكل مباشر.
مجلدات الكتب المصورة المجمعة
هذه القائمة مخصصة للرسوم الهزلية المطبوعة بتنسيق كتاب تقليدي (غلاف ورقي أو غلاف مقوى) ، عادةً مع عدد مماثل من الصفحات مثل الروايات. تتضمن القائمة روايات مصورة مطبوعة حصريًا بهذا التنسيق ، وتداول الكتب ذات الغلاف الورقي / الغلاف المقوى التي تجمع الفصول / الأعداد المصورة الدورية في مجلدات مجمعة أكبر. تمثل مجلدات المانجا تانكوبون اليابانية والألبومات المصورة الأوروبية الغالبية العظمى من مبيعات حجم الكتب المصورة المجمعة. يتم أيضًا تضمين الكتب ذات الأغلفة الورقية التجارية الأمريكية والروايات المصورة في القائمة. تم تسلسل هذه المسلسلات الهزلية في الأصل إما على شكل فصول (عادةً 15-30 صفحة لكل منها) في المنشورات المصورة (مثل المجلات المصورة) أو في شكل مقاطع هزلية من صفحة واحدة في منشورات غير كوميدية (مثل الصحف) ، قبل أن يتم جمعها في مجموعة أكبر حجم الكتاب الهزلي (الذي يجمع إما فصولًا هزلية متعددة أو العديد من القصص المصورة). بالنسبة للمسلسلات المصورة التي تم تسلسلها في الأصل على شكل فصول في المجلات الهزلية أو مجلات المانجا ، يتم تقديم أرقام توزيعها التقديرية في تلك المجلات في الحواشي.
| القصة المصورة    | عدد المجلدات | حالة الانتاج | عدد المبيعات      |
| ---------------- | ------------ | ------------ | ----------------- |
| ون بيس           | 104          | 1997- الآن   | 516.5 مليون مبيعة |
| أستريكس          | 39           | 1959- الآن   | 385 مليون مبيعة   |
| دراغون بول       | 42           | 1984-1995    | 350 مليون مبيعة   |
| بينوتس           |              | 1950-2000    | 300 مليون مبيعة   |
| غولغو 13         | 203          | 1968- الآن   | 300 مليون مبيعة   |
| لاكي لاك         | 82           | 1946- الآن   | 300 مليون مبيعة   |
| دورايمون         | 45           | 1969-1996    | 300 مليون مبيعة   |
| Tiger & dragon   | 2427         | 1969- الآن   | 280 مليون مبيعة   |
| مغامرات العمالقة | 24           | 1929-1976    | 250 مليون مبيعة   |
| ناروتو           | 72           | 1999-2014    | 250 مليون مبيعة   |

المجلات الهزلية الدورية ذات العدد الواحد
هذه القائمة مخصصة للرسوم الهزلية المرنة ذات العدد الواحد ، والمعروفة أيضًا باسم تنسيق الكتاب الهزلي الأمريكي. على عكس تنسيق الكتاب الورقي ، فإن الرسوم الهزلية المرنة هي دوريات أرق ويتم تدبيسها معًا. تتكون كل قضية من إصدارات الرسوم الهزلية المرنة عادةً من 20 إلى 40 صفحة ، وتتكون عادةً من فصل واحد (على عكس حجم الكتاب الهزلي الأكبر الذي يتضمن عادةً فصولاً متعددة). يمكن مقارنة الكتاب الهزلي المرن بالمجلات الهزلية ، ولكنه أرق في الحجم ومخصص لشخصية واحدة أو مجموعة من الشخصيات (في حين أن المجلة الهزلية أكثر سمكًا وتسلسل العديد من المسلسلات المختلفة غير ذات الصلة). تعد الرسوم الهزلية المرنة ذات العدد الواحد أكثر أشكال النشر شيوعًا للرسوم الهزلية الأمريكية ، وتمثل الغالبية العظمى من مبيعات الكوميديا الخارقة الأمريكية.
تحتوي هذه القائمة أيضًا على منشورات دورية من بلدان أخرى مخصصة بشكل مشابه لشخصية واحدة أو مجموعة من الشخصيات. قد تتضمن بعض الأرقام المذكورة هنا أيضًا مبيعات أحجام التجارة ذات الغلاف الورقي ، والتي تمثل جزءًا صغيرًا من مبيعات القصص المصورة الأمريكية.
وفقًا لأحدث البيانات المتاحة ، كان الفيلم الهزلي الأمريكي الأكثر مبيعًا على الإطلاق هو X-Men # 1 ، والذي تم نشره في عام 1991 ومنذ ذلك الحين باع ما يقرب من 8.2 مليون نسخة.
| القصة المصورة | الناشر | عدد الفصول | حالة الانتاج | عدد المبيعات    |
| ------------- | ------ | ---------- | ------------ | --------------- |
| سوبر مان      | دي سي  | 15,000     | 1938- الآن   | 600 مليون مبيعة |
| باتمان        | دي سي  | 17,000     | 1939- الآن   | 484 مليون مبيعة |
| سبايدر مان    | مارفيل | 13,500     | 1963- الآن   | 387 مليون مبيعة |
| إكس مان       | مارفيل | 12,000     | 1963- الآن   | 260 مليون مبيعة |
| كابتن امريكا  | مارفيل | 9,000      | 1941- الآن   | 210 مليون مبيعة |

المجلات المصورة
هذه القائمة مخصصة للمجلات المصورة ، وهي مجلات مختارات تسلسل العديد من المسلسلات الهزلية المختلفة غير ذات الصلة. تتضمن هذه القائمة مجلات المانجا اليابانية والمجلات المصورة الأوروبية والمجلات المصورة باللغة الإنجليزية.
في اليابان ، تمثل مجلات المانجا الغالبية العظمى من مبيعات المانجا. تظهر معظم سلاسل المانجا لأول مرة في مجلات المانجا ، قبل أن يتم بيعها لاحقًا بشكل منفصل كمجلدات تانكوبون مجمعة
تأتي مجلة شونين جمب الاسبوعية اليابانية في المرتبة الأولى بعدد مبيعات يتخطى حاجز 7.6 مليار مبيعة في حين تأتي مجلة جمب الاسبوعية في المرتبة الثانية بعدد مبيعات يتخطى حاجز 5.2 مليار مبيعة.